# Ranco
Ranco är en ort och kommun i provinsen Varese i regionen Lombardiet i Italien. Kommunen hade 1 308 invånare (2018).